# Mastophorini
Mastophorini è una tribù appartenente alla famiglia Araneidae dell'ordine Araneae della classe Arachnida.
Il nome deriva dal greco μαστὸς, mastòs, cioè mammella, seno e φέρειν, phèrein, cioè portare, avere con sé, a causa della particolare forma dell'opistosoma, rigonfio verso l'alto e leggermente a punta; in aggiunta il suffisso -ini che designa l'appartenenza ad una tribù.

## Tassonomia
Al 2007, si compone di quattro generi:
- Acantharachne TULLGREN, 1910
- Cladomelea SIMON, 1895
- Mastophora HOLMBERG, 1876
- Ordgarius KEYSERLING, 1886